# Idaea diaphanaria
Idaea diaphanaria là một loài bướm đêm trong họ Geometridae.